# Schwarzlose Modelo 1898
La Schwarzlose Modelo 1898 fue una pistola semiautomática patentada por el diseñador de armas de fuego prusiano Andreas Wilhlem Schwarzlose. Disparaba los cartuchos 7,65 x 25 Borchardt y 7,63 x 25 Mauser.

## Historia y desarrollo

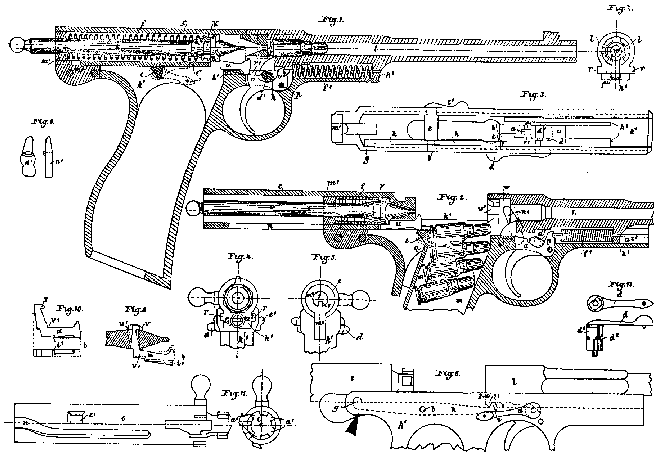
Diagramas para la patente británica de la Schwarzlose Modelo 1898.

La mayoría de estas pistolas tenían un cargador extraíble de 6 cartuchos, pero algunas fueron fabricadas con un armazón más grande para poder emplear un cargador de 8 cartuchos. El alza podía ajustarse en vertical, mientras que el percutor servía como un indicador de amartillado al sobresalir en la parte posterior de la corredera. El diseño era muy avanzado para su época, pero no fue ampliamente adoptado y se fabricaron menos de 500 unidades.
Pequeñas cantidades fueron vendidas a los bóeres durante la segunda guerra bóer. Otras fueron vendidas a los miembros del Partido Obrero Socialdemócrata de Rusia que estaban tramando la insurrección, pero fueron confiscadas en la frontera rusa y suministradas a los Guardias de Frontera del Imperio ruso.